# 이케다 다이사쿠
이케다 다이사쿠(일본어: 池田大作, 1928년 1월 2일~2023년 11월 15일)는 일본의 작가이다.
창가학회의 명예회장, 국제창가학회(SGI) 회장이다. 야마모토 신이치(山本伸一) 또는 법오공(法悟空)이라는 필명으로 작가 활동도 하였다.

## 이력

### 입교 이전
- 1928년

1월 2일 도쿄 부 에바라 군 이리아라이 정(현 도쿄 도 오타 구 오모리키타)의 아버지 네노키치(子之吉)와 어머니 이치(一)의 사이에서 다섯째 아들로 태어났다.
- 1940년

3월 심상소학교 졸업 후, 형이 근무하는 '니가타 철공소'(新潟鐵工所)에 취직.
8월 늑막염이라는 병을 앓아 이바라키 현의 결핵 요양소에 입원하기 위해 순서를 기다리는 중에 종전을 맞이하였다.
9월 신바시(新橋)에 있는 '쇼분도 인쇄'(昭文堂印刷)에서 문선공을 함과 동시에 사립 '도요 상업고등학교'(東洋商業高等學校)(현 도요 고등학교)에 편입했다.
- 1946년

도쿄 도 오타 구 모리가자키에 있는 '협우회'(協友會)에 가입했다.
고교 졸업과 동시에 쇼분도 인쇄를 퇴사. 반년 후, 게이큐 가마타 역 안에 있는 중소기업 조합 '가마타 공업회'(蒲田工業會)(현 가마타 공업 협동 조합)에 근무했다.

### 창가학회 입회 이후
일본 패전 이후 2년째 해당되던 해, 1947년 8월 14일 친구와 함께 가마타 부근의 창가학회 좌담회에 참석하였고 도다 조세이라는 스승을 만났다. 10일이 지난 후인 1947년 8월 24일, 창가학회에 입회하였다.
1948년 1월 1일부터는 다니던 협동조합의 일을 그만두고 도다 조세이가 운영하는 회사로 이직하여 출판 업무에 종사하게 된다. 이후 도다(당시 창가학회 이사장) 이사장의 출판 사업은 극심한 불황으로 악화되었고, 이의 타개를 위해 설립한 대동상호신용금고(금융업)도 대장성의 감독에 따라 폐쇄하기에 이르렀으며 도다 조세이 이사장은 급기야 1950년 말 경에 창가학회 이사장 직을 사임하게 되었다.
당시 이케다 다이사쿠는 약 6개월 간 급여가 밀리고 직원들이 모두 직장을 떠나는 와중에도 끝까지 남아서 도다 조세이와 함께 한다. 한편, 1948년 경부터 도다 조세이는 이케다 다이사쿠에게 개인교수를 시작하여 경제, 정치, 문학, 역사, 철학, 과학, 수학 등 학문 전반에 걸쳐 개인교수를 하였으며 이 개인교수는 도다 조세이가 사망하기 직전까지 약 10여년 간 지속되었다.
1951년 이케다 다이사쿠의 구명 운동 및 서명 운동에 힘입어 도다 조세이는 1951년 5월 3일 제2대 창가학회 회장에 취임하였고 취임식에서 도다 조세이는 일본 내에서 75만 세대의 포교를 이루어내겠다고 공약한다. 당시 창가학회의 회원 수는 약 5천여명으로, 이 공약은 믿기 어려운 것이어서 당시 창간된 지 얼마 안 된 세이쿄신문(창가학회 기관지)에서도 이 기사를 다루지 않았다. 이케다 다이사쿠는 창가학회 참모실장으로 근무하면서 가마타지부에서 지부간사(보조역할)로 창가학회 첫 조직활동을 시작하면서 201세대 포교라는 실적을 이루었다. 이후 창가학회의 핵심 역할을 수행하면서 도다 조세이가 공약했던 75만 세대 포교 달성의 핵심적인 역할을 하였다. 특히 1956년에 있었던 참의원 선거에서 창가학회는 오사카에 전직 야구선수를 후보로 공천하였으며 이를 계기로 이케다 다이사쿠는 오사카에서 전무후무한 11,111세대 포교실적을 이루어낸다. 이후 야마구치, 삿포로 등지에서도 포교 확대의 핵심 역할을 하면서 마침내 1957년 12월 25일 75만 세대 포교를 달성한다.
75만 세대 포교를 달성한 도다 조세이 2대 회장은 1958년 3월 당시 다이세키사(사원) 총등산회를 실시했고, 이 행사 일체의 운영 및 총괄을 이케다 다이사쿠가 담당했다. 3월 16일에는 청년들을 대상으로 후계를 의탁하는 의식을 개최하였다.
이후 1958년 4월 2일 스승 도다 조세이는 서거하였고, 스승 서거 3년째에 해당되는 1960년 거듭되는 회장 취임의 요청에 부응하여 1960년 5월 3일, 이케다 다이사쿠는 창가학회의 제3대 회장에 취임하였다. 같은 해 10월, 국제활동을 하는 회원들을 격려하기 위해 처음으로 하와이 방문을 필두로 북·남미를 방문하고 국제적인 활동을 시작하였다. 특히 세계적인 냉전 분위기가 극에 달했던 1972년 중국을 방문, 저우언라이 총리와 회담하고 연달아 소련의 흐루시초프 서기장도 방문하여 냉전 종식에 결정적 역할을 하였다.
아놀드 토인비 박사와 대담(대담집:21세기를 여는 대화, Dialogue)을 하였으며 이후 고르바초프(전 소련 서기장), 라이너스 폴링(미국의 물리화학자로 노벨상 2회 수상), 마거릿 대처(영국 전 총리), 후진타오(중국 전 국가주석), 저우언라이(중국 전 총리), 코피 아난(전 UN사무총장), 넬슨 만델라(남아공 전 대통령), 바츨라프 하벨(체코 전 대통령) 등 수많은 국가 지도자와의 대담을 통해 대담집을 발간하였다.
1975년 1월 26일에는 세계 51개국 지역의 멤버가 괌에 모여 국제창가학회(SGI)가 창립되었고 그 회장에 취임하였다. 현재까지 전세계 각국의 교육 기관 및 법인, 단체에서 수여한 명예학위 및 휘호를 258개(2009년 8월 24일 현재) 가지고 있다.
창가학회는 2012년 현재 전 세계 192개 국가 및 지역에 분포되어 있으며, 한국에서는 한국케이에스지아이(KSGI)로 2000년 4월 15일에 재단법인으로 등록되었다. 한국케이에스지아이(KSGI) 산하에는 화광신문사(발행부수 50만부 이상), 행복유치원, 제주한일우호연수센터, 진천연수센터, 이천 평화묘원 등의 기관이 있고 전국 각지에 130개 이상의 문화회관이 있다.

## 기타 활동
- 창가교육의 학사(學舍)인 소카가쿠인(중ㆍ고등학교)을 도쿄와 간사이에 설립하였다.
- 명예시민증 339개. 각종감사패 1500여개를 받기도 했다.
- 하버드 대학, 모스크바 대학 등에서 강연을 하였으며, 1983년 이후 매년 '국제창가학회의 날'인 1월 26일에 기념제언을 발표해 UN에 제출하고 있다.
- 2010년 6월에는 자연과의 대화 사진전을 개최하기도 했다.[1]

## 대한민국에서의 수상이력

### 상훈
- 2009년 11월 18일 대한민국(대통령 이명박) 화관문화훈장[2]

### 학위
- 2015년 9월 20일 경남대학교(총장 박재규[3]) 명예교육학박사[4][5]
- 2015년 5월 4일 북한대학원대학교(총장 송민순) 명예석좌교수[6]
- 2011년 9월 16일 국립 부경대학교(총장 박맹언) 명예국제지역학박사[7]
- 2011년 7월 12일 국립 충주대학교(총장 장병집) 명예경영학박사[8]
- 2010년 12월 23일 건양대학교(총장 김희수) 명예경영학박사[9]
- 2009년 9월 4일 홍익대학교(총장 권영광) 명예문학박사[10]
- 2009년 4월 2일 국립 한국해양대학교(총장 오거돈) 석좌교수 제1호[11]
- 2006년 6월 17일 동신대학교(총장 이균범) 명예행정학박사[12]
- 2003년 10월 18일 광주여자대학교(총장 고재유) 명예교수[13]
- 2002년 12월 2일 동아대학교(총장 엄영석) 명예철학박사[14]
- 2002년 6월 28일 서라벌대학교 명예교수[15]
- 2001년 12월 15일 국립 창원대학교(총장 이수오) 명예교육학박사[16]
- 2000년 1월 25일 경주대학교(총장 한정곤) 명예교수 제1호[17]
- 1998년 7월 3일 충청대학교(학장 정종택) 명예교수[18]
- 1999년 5월 17일 국립 제주대학교(총장 조문부) 명예문학박사[19]
- 1998년 5월 15일 경희대학교(총장 조정원) 명예철학박사[20]

### 명예시민
- 2016년 9월 14일 경상남도 합천군(군수 하창환) 명예군민[21]
- 2016년 8월 26일 경상북도 포항시(시장 이강덕) 명예시민[22]
- 2016년 5월 3일 부산광역시 북구(구청장 황재관) 명예구민[23]
- 2016년 3월 6일 경기도(도지사 남경필) 명예도민[24]
- 2016년 1월 16일 서울특별시 노원구(구청장 김성환) 명예구민[25]
- 2016년 1월 6일 경기도 용인시(시장 정찬민) 명예시민 제1호[26]
- 2015년 10월 21일 경남 함안군(군수 차정섭) 명예군민[27]
- 2015년 9월 4일 충청북도(도지사 이시종) 명예도민[28]
- 2015년 8월 19일 울산광역시 남구(구청장 서동욱) 명예구민[29]
- 2015년 3월 16일 김포시(시장 유영록) 명예시민[30]
- 2015년 3월 15일 부산광역시 동구(구청장 박삼석) 명예구민[31]
- 2014년 12월 19일 경기도 의왕시(시장 김성제) 명예시민[32]
- 2013년 11월 5일 경기도 안양시(시장 최대호) 명예시민[33]
- 2013년 10월 2일 경기도 양주시(시장 현삼식) 명예시민[34]
- 2013년 7월 16일 경기도 파주시(시장 이인재) 명예시민[35]
- 2013년 7월 3일 부산광역시 서구(구청장 박극제) 명예구민[36]
- 2013년 1월 26일 경상남도 진주시(시장 이창희) 명예시민[37]
- 2012년 10월 23일 부산광역시 사하구(구청장 이경훈) 명예구민[38]
- 2012년 8월 21일 서울특별시 은평구(구청장 김우영) 명예구민[39]
- 2012년 5월 15일 경기도 양평군(군수 김선교) 명예군민[40]
- 2012년 4월 19일 경기도 동두천시(시장 오세창) 명예시민[41]
- 2011년 11월 28일 서울특별시 동대문구(구청장 유덕열) 명예구민 제1호[42]
- 2011년 10월 31일 서울특별시 용산구(구청장 성장현) 명예구민[43]
- 2011년 7월 17일 경기도 수원시(시장 염태영) 명예시민[44]
- 2010년 6월 14일 경상남도 진해시(시장 권한대행 부시장 김호기) 명예시민[45]
- 2009년 3월 27일 강원도 철원군(군수 정호조) 명예군민[46]
- 2009년 3월 25일 강원도 화천군(군수 정갑철) 명예군민[47]
- 2009년 2월 18일 충청남도 태안군(군수 진태구) 명예군민[48]
- 2009년 1월 22일 경기도 이천시(시장 조병돈) 명예시민[49]
- 2009년 1월 2일 경기도 포천시(시장 서장원) 명예시민[50]
- 2008년 8월 18일 서울시 도봉구(구청장 최선길) 명예구민[51]
- 2008년 3월 28일 부산광역시(시장 허남식) 명예시민[52]
- 2008년 1월 25일 경상남도(도지사 김태호) 명예도민[53]
- 2007년 12월 13일 광주광역시 광산구(구청장 전갑길) 명예구민. 통산 555번째 명예시민증 수장.[54]
- 2005년 4월 30일 경상남도 함양군(군수 천사령) 명예군민[55]
- 2005년 1월 26일 강원도 속초시(시장 동문성) 명예시민[56]
- 2005년 1월 17일 강원도 춘천시(시장 류종수) 명예시민[57]
- 2004년 12월 2일 충청북도 진천군 'SGI 거리공원' 개원[58]
- 2003년 11월 9일 충청북도 충주시(시장 이시종) 명예시민[59]
- 2003년 5월 31일 제주도(도지사 우근민) 명예도민[60]
- 2003년 4월 24일 경기도 군포시(시장 김윤주) 명예시민[61]
- 2002년 6월 26일 강원도(도지사 김진선) 명예도민[62]
- 2001년 4월 30일 부산광역시 기장군(군수 최현돌) 명예군민[63]
- 2000년 12월 27일 충청북도 음성군(군수 정상헌) 명예군민[64]
- 2000년 12월 10일 경상북도 구미시(시장 김관용) 명예시민[65]
- 2000년 11월 18일 경상남도 통영시(시장 고동주) 명예시민[66]
- 1999년 11월 1일 경상북도 경주시(시장 이원식) 명예시민[67]
- 1998년 12월 28일 경상북도 청도군(군수 김상순) 명예군민[68]
- 1998년 11월 18일 경상북도 경산시(시장 최희욱) 명예시민[69]
- 1998년 9월 28일 충청남도 부여군(군수 유병돈) 명예군민[70]
- 1998년 10월 17일 경상북도 울릉군(군수 정종태) 명예군민[71]
- 1998년 1월 17일 경상북도 진천군(군수 김영완) 명예군민[72]

### 감사패

#### 2015년
- 2015년 2월 11일 전라남도 영광군(군수 김준성) 특별현창패[73]
- 2015년 2월 9일 경상북도(도지사 김관용) 특별현창패[74]
- 2015년 1월 26일 인천광역시 계양구(구청장 박형우) 특별현창패[75]
- 2015년 1월 23일 경기도 평택시의회(의장 김인식) 특별현창패[76]

#### 2014년
- 2014년 12월 27일 부산광역시 금정구(구청장 원정희) 특별현창패[77]
- 2014년 12월 23일 충남 천안시의회(의장 주명식) 특별현창패[78]
- 2014년 12월 11일 경기도 부천시(시장 김만수) 2번째 특별현창패[79]
- 2014년 10월 10일 김해시(시장 김맹공) 특별현창패[80]
- 2014년 9월 16일 양산시(시장 나동연) 특별현창패[81]
- 2014년 5월 21일 충주시의회(의장 양승모) 특별현창패[82][83]
- 2014년 4월 10일 창원시 마산합포구(구청장 정수훈) 특별현창패[84]
- 2014년 4월 2일 서울특별시의회(의장 직무대리 성백진) 특별현창패[85][86]
- 2014년 3월 29일 강릉시의회(의장 김화묵) 특별현창패[87]
- 2014년 3월 14일 인천광역시 남구(구청장 박우섭) 특별현창패[88]
- 2014년 2월 19일 광주 서구의회(의장 장재성) 특별현창패[89]
- 2014년 2월 14일 대전 중구의회(의장 김병규) 특별현창패[90]
- 2014년 2월 10일 대구 남구의회(의장 조재구) 특별현창패[91]
- 2014년 2월 7일 부산광역시 북구(구청장 황재관) 특별현창패[92]
- 2014년 1월 27일 대전광역시교육청(교육감 김신호) 특별현창패[93]
- 2014년 1월 21일 경기도 성남시(시장 이재명) 특별현창패[94]
- 2014년 1월 22일 충청남도 부여군(군수 이용우) 특별현창패[95]
- 2014년 1월 17일 광주 동구의회(의장 채명희) 특별현창패[96]
- 2014년 1월 14일 진주시의회(의장 유계현) 특별현창패[97]

#### 2013년
- 2013년 12월 24일 인천광역시의회(의장 이성만) 특별현창패[98]
- 2013년 12월 17일 대구광역시 북구(구청장 이종화) 특별현창패[99]

#### 2012년
- 2012년 1월 2일 인천광역시 계양구의회(의장 조동수) 특별현창패[100]

#### 2011년
- 2011년 6월 12일 (사)한국미술협회 특별현창패[101]

#### 2010년
- 2010년 1월 4일 광명시의회(의장 심중식) 특별현창패[102]

#### 2009년
- 2009년 3월 16일 경기도 수원시(시장 김용서) 현창패[103]

#### 2008년
- 2008년 12월 31일 대전광역시 감사패[104]
- 2008년 2월 27일 도봉구의회 특별현창패[105]

#### 2007년
- 2007년 1월 2일 한겨레신문사(대표이사 정태기) 현창패[106]

#### 2005년
- 2005년 6월 28일 대한민국예술원(회장 이준) 감사패[107]

#### 2004년
- 2004년 12월 20일 거제시(시장 김한겸) 현창패, 대한민국 통산 111번째 현창.[108]

#### 2001년
- 2001년 1월 2일 경기도 군포시 현창패[109]

#### 2000년
- 2000년 1월 2일 경기도 군포시의회 특별현창패[110]

#### 1999년
- 1999년 1월 2일 파주시 특별현창패[111]

#### 1998년
- 1998년 5월 3일 서울시의회 현창패[112]
- 1998년 4월 10일 김천시 현창패[113]
- 1998년 4월 5일 울릉군 특별현창패[114]
- 1998년 3월 12일 구미시 현창패[115]
- 1998년 3월 10일 상주시(시장 김근수) 감사패[116]
- 1998년 3월 6일 국립 부산대학교 감사장[117]
- 1998년 3월 5일 경상남도 통영시(시장 고동주) 현창패[118]
- 1998년 2월 26일 대구대학교 감사패패[119]
- 1998년 1월 26일 포항시(시장 박기환) 현창패[120]
- 1998년 1월 17일 충청북도 진천군 현창증서[121]

#### 1997년
- 1997년 12월 7일 부천시의회 특별현창패[122]

### 기타
- 2002년 8월 6일 부산광역시 기장군(군수 최현돌) 'SGI 이케다 거리' 지정[123]

## 가족
- 부인: 이케다 가네코

## 같이 보기
- 창가학회
- 도다 조세이